# مارغريت ماسون
مارغريت ماسون (بالإنجليزية: Margaret Mason)‏ هي ممثلة أمريكية، ولدت في 31 ديسمبر 1940 في فينيكسفيل في الولايات المتحدة، وتوفيت في 26 مارس 1999 في سيلفردال في الولايات المتحدة.

## وصلات خارجية
- مارغريت ماسون على موقع IMDb (الإنجليزية)
- مارغريت ماسون على موقع قاعدة بيانات برودواي على الإنترنت (الإنجليزية)